# Lee Sherman Dreyfus
Lee Sherman Dreyfus (Milwaukee, 20 giugno 1926 – Milwaukee, 2 gennaio 2008) è stato un politico e educatore statunitense. Fu il 40º governatore del Wisconsin Dal 1979 al 1983. Prima della sua elezione, era il cancelliere della Università di Wisconsin-Stevens Point.